# SINGLE BEST (川嶋あいのアルバム)
『SINGLE BEST』（シングル・ベスト）は、日本のシンガーソングライター・川嶋あいのベストアルバム。2008年6月4日にTSUBASA RECORDS（販売元はソニー・ミュージックディストリビューション）からリリースされた。

## 解説
デビュー5周年を記念して、『COUPLING BEST』と共にリリースされたベストアルバム。
「君に・・・・・」までのシングルのA面曲がすべて収録され、配信限定曲や新曲を含む計20曲収録、CD2枚組という内容になっている。初回限定盤には特典DVDが付いている。

## 収録曲

### Disc1
1. 旅立ちの朝
1stシングルより。
2. マーメイド
4thシングルより。
3. 君に・・・・・
13thシングルより。
4. 天使たちのメロディー (5th Anniversary Ver.)
1stシングルより。新たに録り直され、原曲よりもシンプルにアレンジされている。
5. 一秒の光 (Single Best Ver.)
『Piano Songs〜路上集2号〜』より。唯一アルバムから収録されている曲。
本作の収録にあたり、大幅にアレンジされている。
6. もうすぐX'mas
配信限定曲。2007年12月12日より配信開始された。
7. compass
12thシングルより。
8. Dear
8thシングルより。
9. もう1つの約束
10thシングルより。
10. 12個の季節〜4度目の春〜 (New Vocal Ver.)
2ndシングルより。新たにボーカルが録音されている。

### Disc2
1. 「…ありがとう...」
7thシングルより。
2. 瞳ひらいて
配信限定曲。2007年11月28日より配信開始された。
みつきへの提供曲を自ら歌唱している。
3. 絶望と希望 (Single Best Ver.)
6thシングルより。アレンジバージョン。
4. My Love
11thシングルより。
5. 525ページ
3rdシングルより。
6. 「さよなら」「ありがとう」〜たった一つの場所〜
5thシングルより。
7. 大切な約束
10thシングルより。
8. 見えない翼
9thシングルより。
9. 旅立ちの日に…
8thシングルより。
10. 光
新録楽曲。オールナイトニッポンRの企画で作られ披露された『真夜中の手紙』が原曲とされる。

## 収録内容

### Disc1
| 全作詞・作曲: 川嶋あい。 |                                                 |           |            |          |      |
| #                        | タイトル                                        | 作詞      | 作曲・編曲 | 編曲     | 時間 |
| 1.                       | 「旅立ちの朝」                                  | 川嶋あい  | 川嶋あい   | ieP      | 4:41 |
| 2.                       | 「マーメイド」                                  | 川嶋あい  | 川嶋あい   | 長澤孝志 | 5:12 |
| 3.                       | 「君に・・・・・」                              | 川嶋あい  | 川嶋あい   | 小澤純   | 4:49 |
| 4.                       | 「天使たちのメロディー (5th Anniversary Ver.)」 | 川嶋あい  | 川嶋あい   | ieP      | 5:35 |
| 5.                       | 「一秒の光 (Single Best Ver.)」                 | 川嶋あい  | 川嶋あい   | 渡辺和紀 | 3:25 |
| 6.                       | 「もうすぐX'mas」                               | 川嶋あい  | 川嶋あい   | 長澤孝志 | 3:58 |
| 7.                       | 「compass」                                     | 川嶋あい  | 川嶋あい   | 宗本康兵 | 5:40 |
| 8.                       | 「Dear」                                        | 川嶋あい  | 川嶋あい   | HΛL      | 5:28 |
| 9.                       | 「もう1つの約束」                               | 川嶋あい  | 川嶋あい   | 長澤孝志 | 6:03 |
| 10.                      | 「12個の季節〜4度目の春〜 (New Vocal Ver.)」    | 川嶋あい  | 川嶋あい   | ieP      | 5:02 |
| 合計時間:                | 合計時間:                                       | 合計時間: | 49:53      |          |      |

### Disc2
| 全作詞・作曲: 川嶋あい。 |                                                    |           |            |          |      |
| #                        | タイトル                                           | 作詞      | 作曲・編曲 | 編曲     | 時間 |
| 1.                       | 「「…ありがとう...」」                             | 川嶋あい  | 川嶋あい   | ieP      | 5:54 |
| 2.                       | 「瞳ひらいて」                                     | 川嶋あい  | 川嶋あい   | 宗本康兵 | 4:47 |
| 3.                       | 「絶望と希望 (Single Best Ver.)」                  | 川嶋あい  | 川嶋あい   | 陶山隼   | 5:00 |
| 4.                       | 「My Love」                                        | 川嶋あい  | 川嶋あい   | 長澤孝志 | 4:25 |
| 5.                       | 「525ページ」                                      | 川嶋あい  | 川嶋あい   | 小澤純   | 5:53 |
| 6.                       | 「「さよなら」「ありがとう」〜たった一つの場所〜」 | 川嶋あい  | 川嶋あい   | ieP      | 5:08 |
| 7.                       | 「大切な約束」                                     | 川嶋あい  | 川嶋あい   | 宗本康兵 | 5:43 |
| 8.                       | 「見えない翼」                                     | 川嶋あい  | 川嶋あい   | naoki    | 4:05 |
| 9.                       | 「旅立ちの日に…」                                  | 川嶋あい  | 川嶋あい   | 武部聡志 | 5:49 |
| 10.                      | 「光」                                             | 川嶋あい  | 川嶋あい   | 長澤孝志 | 4:40 |
| 合計時間:                | 合計時間:                                          | 合計時間: | 51:24      |          |      |

### 初回限定盤DVD
| #  | タイトル                             | 作詞 | 作曲・編曲 |
| -- | ------------------------------------ | ---- | ---------- |
| 1. | 「原点と軌跡 -2003.8.20~2007.8.20-」 |      |            |
| 2. | 「蔵出しLIVE映像集」                 |      |            |
| 3. | 「セルフコメンタリー」               |      |            |